# Álfheiður Ingadóttir

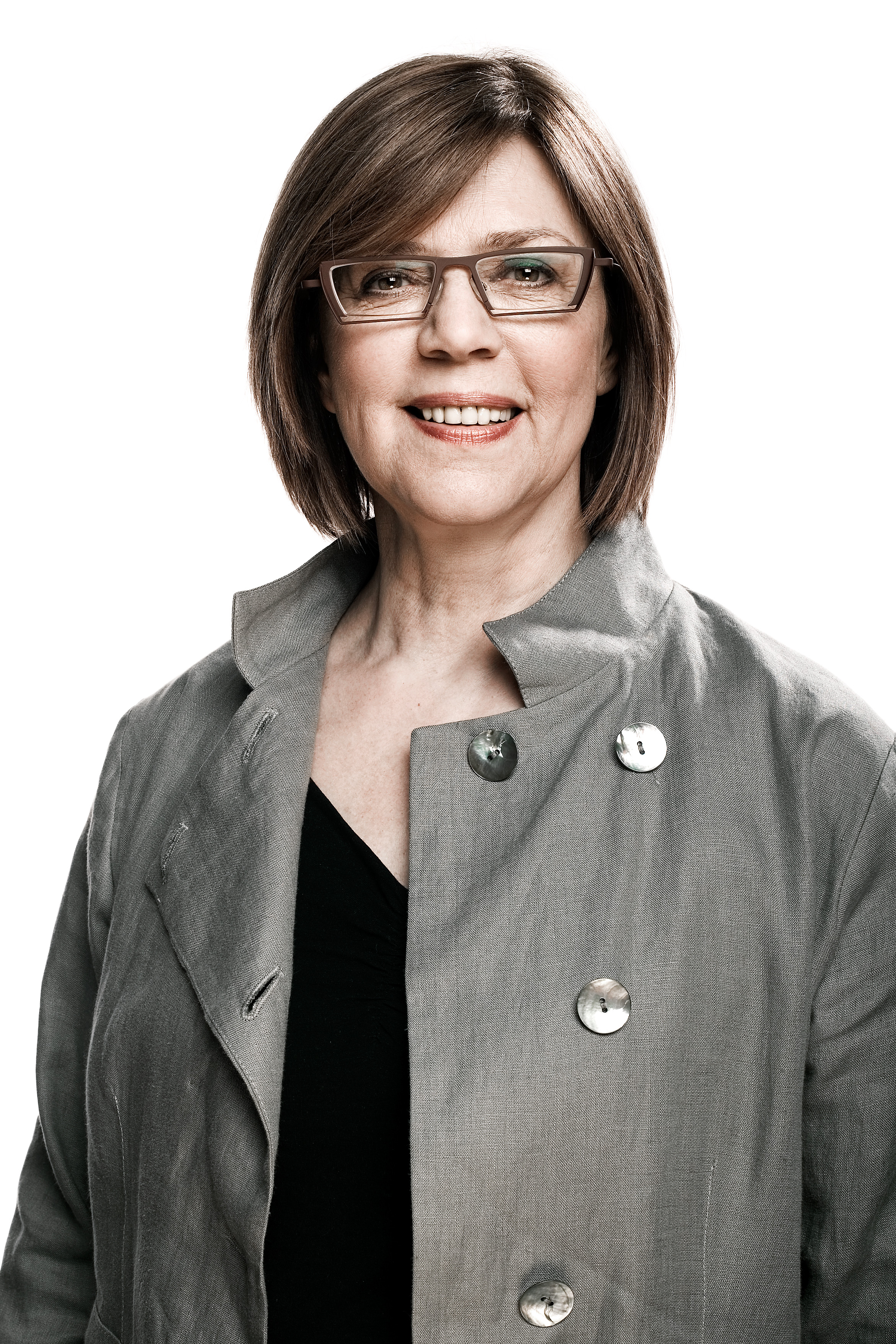
Álfheiður Ingadóttir

Álfheiður Ingadóttir (* 1. Mai 1951 in Reykjavík) ist eine isländische Politikerin (Links-Grüne Bewegung).
Álfheiður, die einen Bachelor in Biologie von der Universität Island hat und an der
Freien Universität Berlin Germanistik und Medienwissenschaft studierte, war seit 1977 langjährig als Journalistin tätig, zunächst bis 1987 bei der linksgerichteten Zeitung Þjóðviljinn. Von 1997 bis 2007 leitete sie das Publikationswesen des Isländischen Instituts für Naturgeschichte (Náttúrufræðistofnun Íslands), von 1997 bis 2006 war sie zudem Chefredakteurin der Zeitschrift Náttúrufræðingurinn, die von der naturforschenden Gesellschaft von Island (Hið íslenska náttúrufræðifélag) herausgegeben wird.
Sie war von 2007 bis 2013 Abgeordnete des isländischen Parlaments Althing, zuerst für den Wahlkreis Reykjavík-Süd, seit 2009 für den Wahlkreis Reykjavík-Nord. Von 1. Oktober 2009 bis zum 2. September 2010 war sie Gesundheitsministerin.